# Listă de sate din statul Mississippi
Prezenta pagină este o listă alfabetică a satelor (localități neurbane) din statul  Mississippi,  Statele Unite ale Americii.

 †  Reședință de comitat 

 ††  Capitalele statelor și Reședințele comitatelor
- Vedeți statul Mississippi

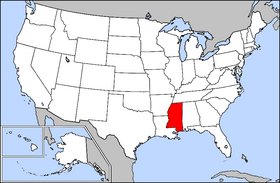
Harta statului în cadrul
hărții SUA

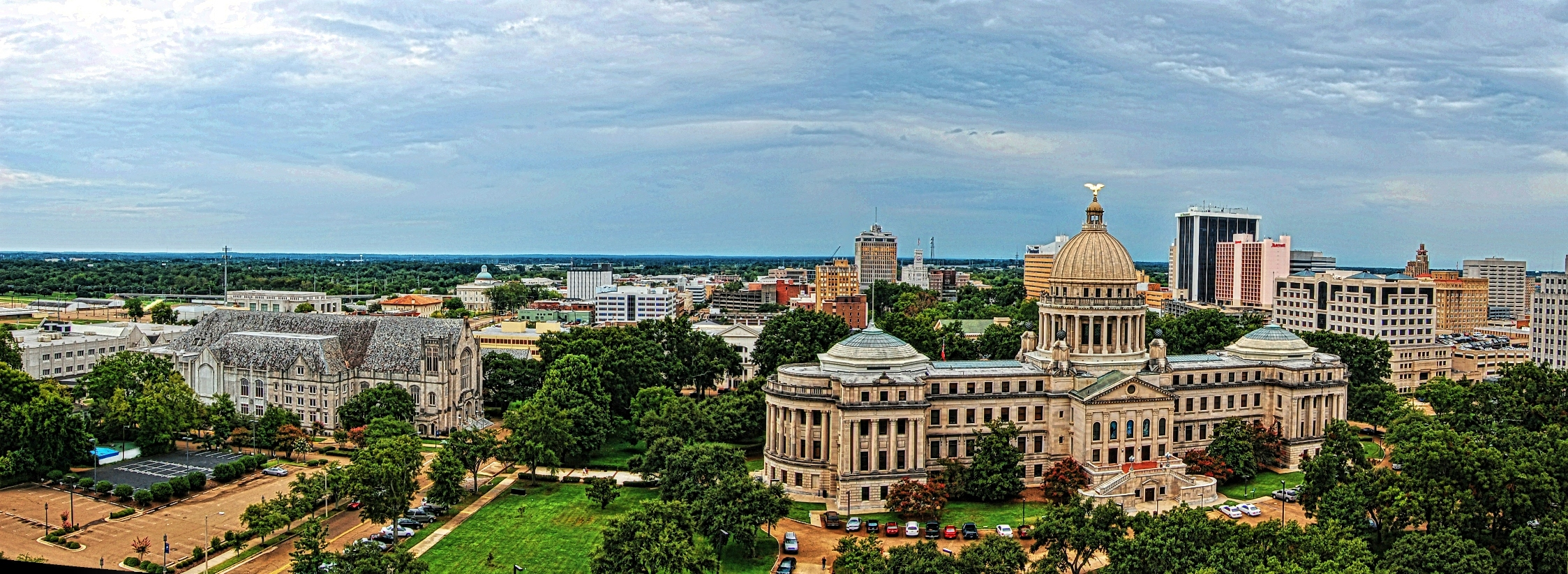
Jackson

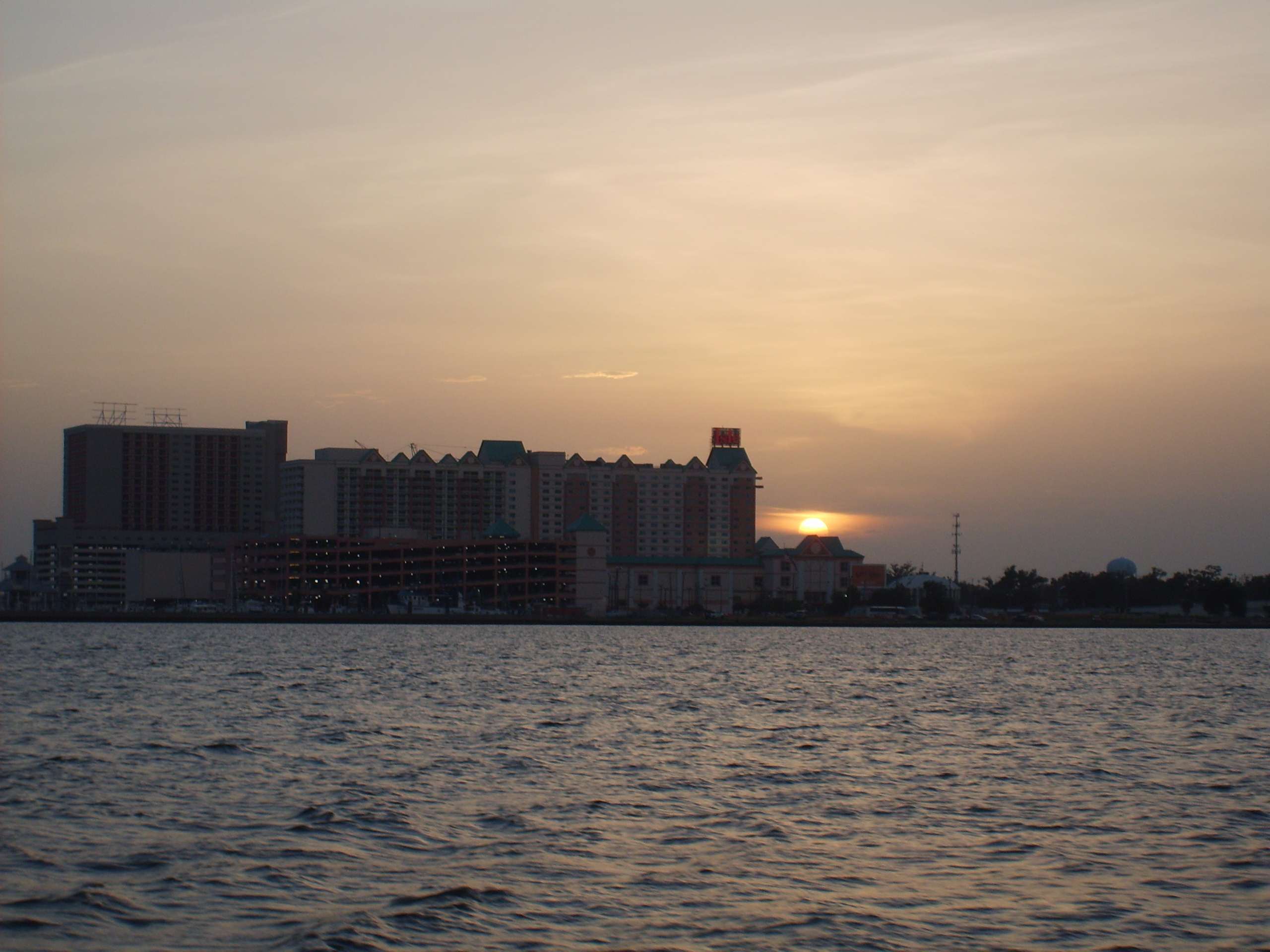
Biloxi

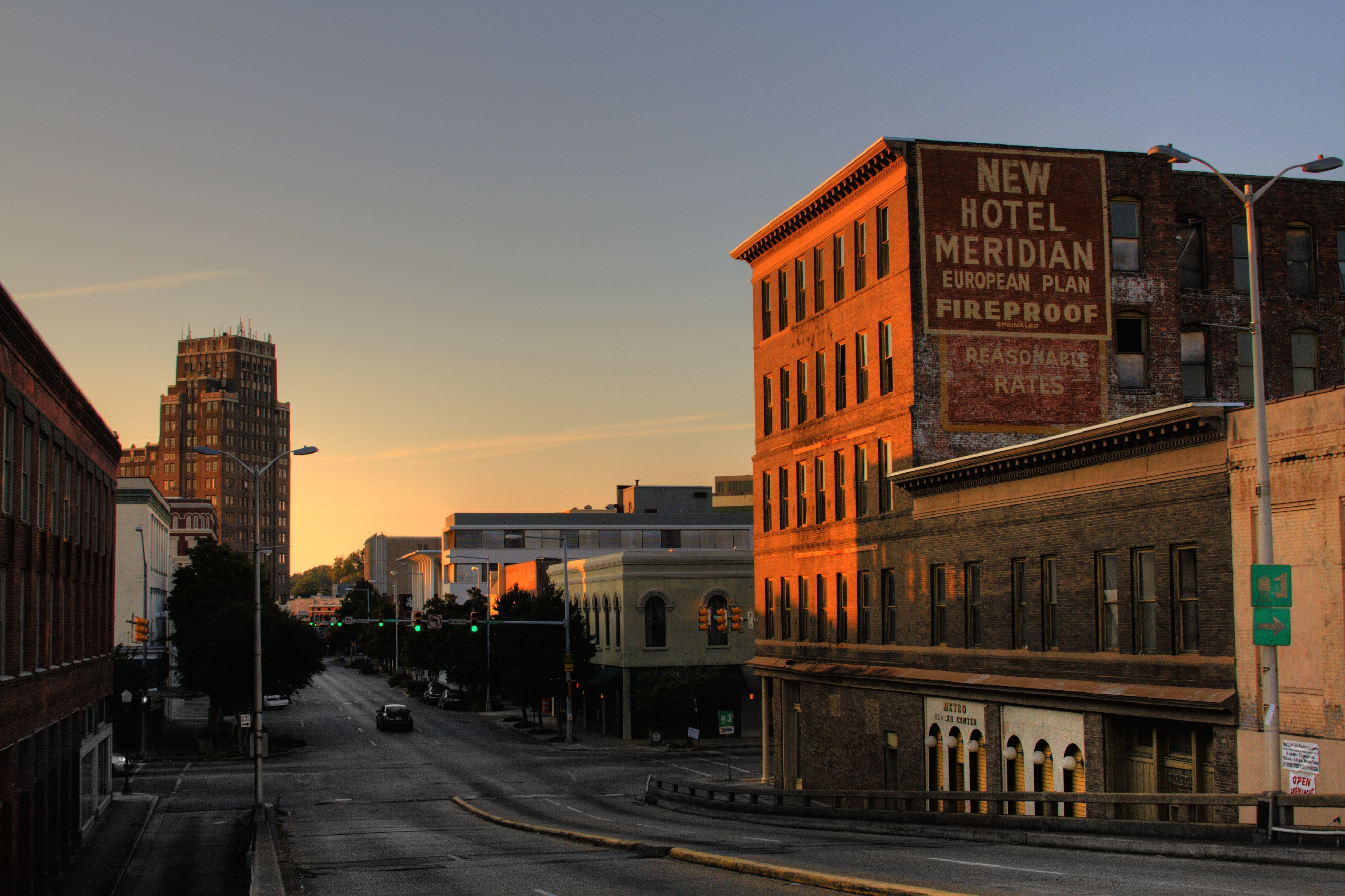
Meridian

- Vedeți Listă de comitate din statul Mississippi
- Vedeți Listă de orașe din statul Mississippi
- Vedeți Listă de târguri din statul Mississippi
- Vedeți Listă de sate din statul Mississippi
- Vedeți Listă de comunități neîncorporate din statul Mississippi
- Vedeți Listă de comunități desemnate pentru recensământ din statul Mississippi
- Vedeți Listă de localități dispărute din statul Mississippi

Statul Mississippi nu are ca subdiviziuni teritoriale de ordin trei,
- districte
- rezervații amerindiene și
- zone de teritoriu neorganizat.

## Cele mai mari orașe
Datele demografice sunt bazate pe estimări ale anului 2012.

## Comunități neîncorporate din statul Mississippi

### A
- Alligator, comitatul Bolivar

### B
- Big Creek, comitatul Calhoun

### K
- Kossuth, comitatul Alcorn

### P
- Pittsboro, comitatul Calhoun

### S
- Slate Springs, comitatul Calhoun

### W
- Woodland, comitatul Chickasaw

## Vedeți și
- Borough (Statele Unite ale Americii);
- Cătun (Statele Unite ale Americii);
- Comitat (Statele Unite ale Americii);
- District civil (Statele Unite ale Americii);
- District desemnat (Statele Unite ale Americii);
- District topografic (Statele Unite ale Americii);
- Loc desemnat, concept din Canada similar cu cel din Uniune --  Canada;
- Loc desemnat pentru recensământ (Statele Unite ale Americii) --  Statele Unite ale Americii;
- Localitate neîncorporată (Statele Unite ale Americii)
- Municipalitate (Statele Unite ale Americii)
- Oraș (Statele Unite ale Americii)
- Precinct (Statele Unite ale Americii)
- Rezervație amerindiană (Statele Unite ale Americii)
- Sat (Statele Unite ale Americii)
- Târg (Statele Unite ale Americii)
- Teritoriu neorganizat (Statele Unite ale Americii)
- Township (Statele Unite ale Americii)
- Zonă metropolitană (Statele Unite ale Americii)
- Zonă micropolitană (Statele Unite ale Americii)

respectiv
- Census county division
- ZIP Code Tabulation Area

## Legături interne
- Vedeți statul Mississippi
- Vedeți Listă de comitate din statul Mississippi
- Vedeți Listă de orașe din statul Mississippi
- Vedeți Listă de târguri din statul Mississippi
- Vedeți Listă de sate din statul Mississippi
- Vedeți Listă de comunități neîncorporate din statul Mississippi
- Vedeți Listă de comunități desemnate pentru recensământ din statul Mississippi
- Vedeți Listă de localități dispărute din statul Mississippi

Statul Mississippi nu are ca subdiviziuni teritoriale de ordin trei,
- districte
- rezervații amerindiene și
- zone de teritoriu neorganizat.

## Alte legături interne
- Categorie:Liste de comitate din Statele Unite ale Americii după stat
- Categorie:Liste de orașe din Statele Unite după stat
- Categorie:Liste de târguri din Statele Unite după stat
- Categorie:Liste de districte civile din Statele Unite după stat
- Categorie:Liste de sate din Statele Unite după stat
- Categorie:Liste de comunități neîncorporate din Statele Unite după stat
- Categorie:Liste de localități dispărute din Statele Unite după stat
- Categorie:Liste de comunități desemnate pentru recensământ din Statele Unite după stat
- Categorie:Liste de rezervații amerindiene din Statele Unite după stat
- Categorie:Liste de zone de teritoriu neorganizat din Statele Unite după stat